# Фісак Андрій Петрович
Андрій Петрович Фісак (нар. 11 лютого 1971 року) — колишній міський голова м. Нікополь.

## Освіта
1992—1997 рр. — Київський державний торгово-економічний університет, здобув кваліфікацію економіста з маркетингу за спеціальністю «Маркетинг».
2015—2019 рр. — Дніпропетровський регіональний інститут державного управління Національної академії державного управління при Президентові України, здобув кваліфікацію магістра за спеціальністю «Публічне управління та адміністрування».

## Трудова діяльність
1988—1989 рр. — працював на Нікопольському ПТЗ.
1989—1991 рр. — служба в армії.
1997—2003 рр. — працював на керівних посадах у ВАТ «Агропроммаш» та ВАТ «Київводбуд».
2003—2005 рр. — директор департаменту Державного комітету України з питань регуляторної політики та підприємництва.
2005—2007 рр. — працював на керівних посадах у виконавчій дирекції «Спілка підприємців малих, середніх і приватизованих підприємств України».
2007—2014 рр. — працював на керівних посадах у ПрАТ «Агропроммаш».
2014—2015 рр. — обраний секретарем Нікопольської міської ради, виконував обов'язки Нікопольського міського голови.
25.11.2015 — 04.12.2020 р. — Нікопольський міський голова.

## Громадська діяльність
- 2010—2015 рр. — депутат Нікопольської міської ради.

## Відзнаки та нагороди
- 7 грудня 2015 року Указом Президента України нагороджений орденом «За заслуги» ІІІ ступеня.
- 24 лютого 2017 року нагороджений нагрудним знаком Дніпропетровської обласної ради «За розвиток місцевого самоврядування».
- 29 червня 2017 року нагороджений Грамотою Верховної Ради України.
- 29 серпня 2017 року нагороджений нагрудним знаком «Ушинський К. Д.» Національної Академії Педагогічних наук України.
- 26 червня 2019 року нагороджений Відзнакою Міністерства оборони України медаллю «За сприяння Збройним Силам України».